# Jogos do Extremo Oriente de 1919
Os Jogos do Extremo Oriente de 1919 foram a quarta edição do evento multiesportivo, que ocorreu em Manila, nas Filipinas, país vencedor da edição.

## Participantes
Três países participaram do evento:
- China
- Filipinas
- Japão